# Meriones grandis
Espèce
Statut de conservation UICN

 LC  : Préoccupation mineure
Meriones grandis, ou Meriones (Pallasiomys) grandis, est une espèce qui fait partie des rongeurs. C'est une gerbille de la famille des Muridés, originaire du Maroc.